# 바알스본

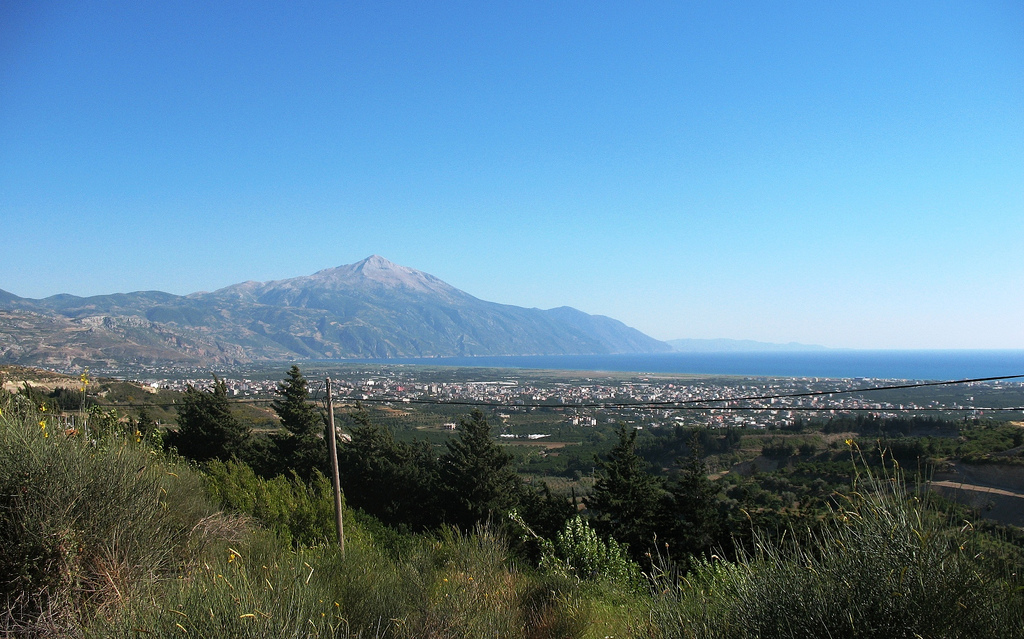
사폰 산

바알스본(히브리어: בעל צפון‎ 바알 쩌폰; 아카드어: 벨 하자 (dIM 후르.사그); 우가리트어: 바알루 싸파니; 후르리어: 테슙 할바게; 이집트어: 바르 자프우나)은 가나안의 폭풍의 신 바알(lit. "군주")이 고대에 "자폰 산"이라 불렸던 제벨 아크라의 군주로서의 역할을 나타내는 별칭이었다. 바알은 우가리트 문헌에서 하다드와 동일시된다.
산이 성경의 이야기와 위치에서 중요하기 때문에, 스본(히브리어: צפון 쩌폰)은 히브리어에서 환유적으로 "북쪽"을 의미하게 되었다. 그러므로 이 이름은 때때로 북쪽의 군주로 번역되기도 한다.
바알스본은 그리스 신 제우스 카시오스와 동일시되었으며, 나중에는 로마의 유피테르 카시오스와도 동일시되었다.
바알스본은 해상 무역의 수호자로 여겨졌기 때문에, 가나안과 페니키아 신도들에 의해 지중해 주변에 그를 기리는 성소가 건설되었다. "바알스본"은 이로 인해 지명이 되었는데, 출애굽기에서 출애굽 시 홍해의 기적이 일어났던 장소로 가장 두드러지게 언급된다.

## 신

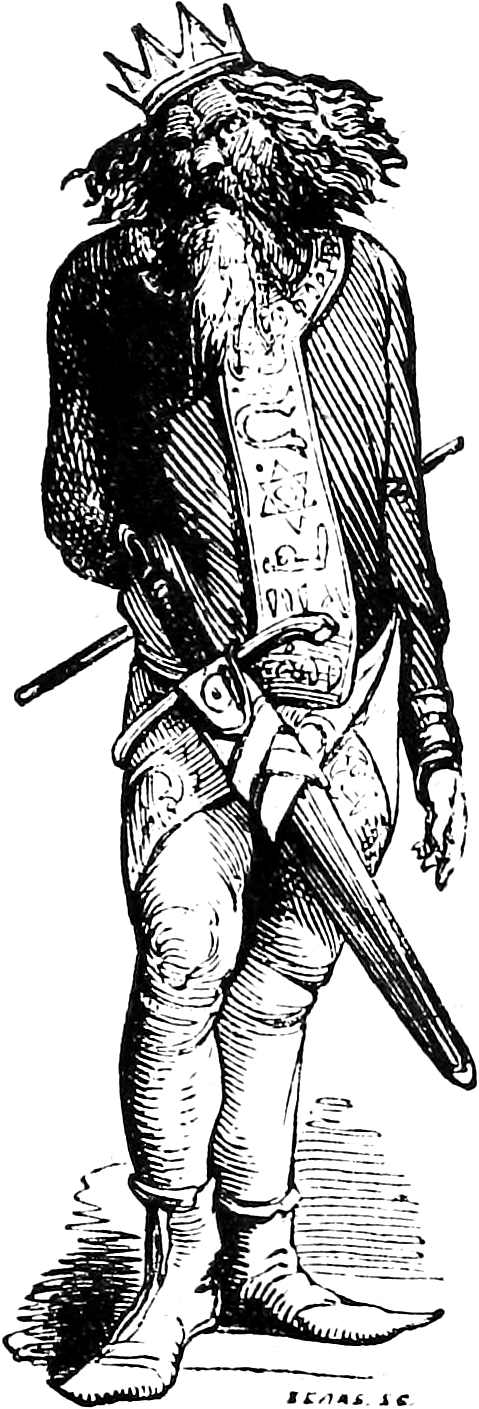
콜린 드 플랑시의 <악마 사전>에 실린 바알스본 삽화

바알스본은 글뿐만 아니라 그림으로도 묘사된 최초의 가나안 신격이다. 바알스본을 묘사한 이집트 문헌이 있다. 이단 레비는 바알 스본과 "아시아 세트" 사이에 유사점이 있음을 지적한다. 세트의 속성은 뿔, 한 손에 앙크, 다른 손에 와스 왕홀, 그리고 수염이다. 그는 이집트의 흰 왕관을 닮은 원뿔형 모자를 쓰고 있으며, 연꽃처럼 보이는 술이 달린 긴 끈이 있다. 바알도 여기서는 거의 같은 방식으로 묘사된 것으로 보인다.
'바알스본'이라는 이름은 우가릿 신화 문헌에서는 한 번도 나오지 않는다. 대신, 의례 지침이나 편지에 간접적으로 등장하여 이 형태의 바알을 바알 우가리트와 같은 다른 바알들과 구별하는 데 사용된다. 두 산 위에 서 있는 폭풍의 신의 도상은 그와 연관되어 있다. 가장 초기에 발견된 묘사는 기원전 18세기로 거슬러 올라가는데, 그는 두 산 위에 서서 타격하는 자세(일반적으로 바알과 연관된 자세)를 취하고 있다. 다른 묘사에서는 그가 왕관을 쓰고 왕홀을 들고 있는 모습으로 나타난다. 해상 무역의 수호자로서, 그의 신전에는 봉헌된 돌 닻도 있었다. 에사르하돈과 티로 왕 바알 사이의 조약은 바알 자폰을 바알 샤멤과 바알 말라게 다음으로 세 번째로 중요하게 다룬다. 제벨 아크라와 우가리트에 있는 그의 신전 외에도, 바알 자폰은 티로와 카르타고에서 숭배되었으며, 식민지 타흐파네스의 주요 신으로 섬겨졌다.
우가리트 왕이 이집트 파라오에게 보낸 14세기 편지(KTU2 2.23)는 바알 자폰을 아문과 동등하게 여긴다. 제우스 카시오스 신전은 이집트, 아테네, 에피다우로스, 델로스섬, 케르키라섬, 시칠리아, 스페인에서 발견되었으며, 마지막 언급은 3세기 로마 제국의 독일 국경에서 나온다.

## 위치
기원전 1천년기 아시리아 문헌에는 바알스본이 산 자체의 이름으로 언급된다. 현지에서는 이 산 자체가 숭배되었다.
히브리 성경의 출애굽기와 민수기는 야훼가 이스라엘 자손에게 "바알스본"이라는 곳 맞은편에 진을 치게 하여 갇힌 것처럼 보이게 하고, 이를 통해 파라오가 그들을 추격하도록 유인하라고 지시했음을 기록한다:
이스라엘 자손에게 이르되 돌이켜 비하히롯 앞 곧 믹돌과 홍해 사이 바알스본 맞은편에 장막을 치라 그 바닷가에 장막을 치니라 바로가 이스라엘 자손에 대하여 말하기를 그들이 이 땅에서 갇힌 바 되었고 광야에 갇혔다 할지라 내가 바로의 마음을 완악하게 할 것인즉 바로가 그들의 뒤를 따르리니 내가 그와 그의 온 군대로 말미암아 영광을 얻어 애굽 사람들이 나를 여호와인 줄 알게 하리라 하시매 무리가 그와 같이 행하니라.

그미르킨은 이곳을 수에즈만의 아르시노에로 보았다. 프톨레마이오스 왕조 시대의 카이로 박물관 지리 문헌에는 네 개의 국경 요새가 나열되어 있는데, 세 번째가 "믹돌과 바알스본"이다. 문맥상, 이 요새는 홍해 연안으로 가는 길에 위치했으며, 아마도 피톰에서 아르시노에 근처까지 이어지는 운하 근처에 있었을 것이다. 반면에 데이비드 A. 팔크는 바알-제폰이 파피루스 살리에르 4세에 고대 이집트 장소로 언급되어 있으며, 아마도 와디 툼일라트 북동쪽에 위치했을 것이라고 언급했다.
헤로도토스 (그는 이곳을 이집트와 시리아의 경계로 보았다)에 따르면, 습지대인 바르다윌 호수 근처의 작은 산인 라스 코루운은 헤로도토스의 "세르보니안 늪"으로, 제우스의 고대 적수인 티폰이 "숨겨져 있다고 전해지는" 곳이었다. 여기서 그리스인들은 바알 스본이 숭배되었다는 것을 알고 있었다.

## 바알스본 비석

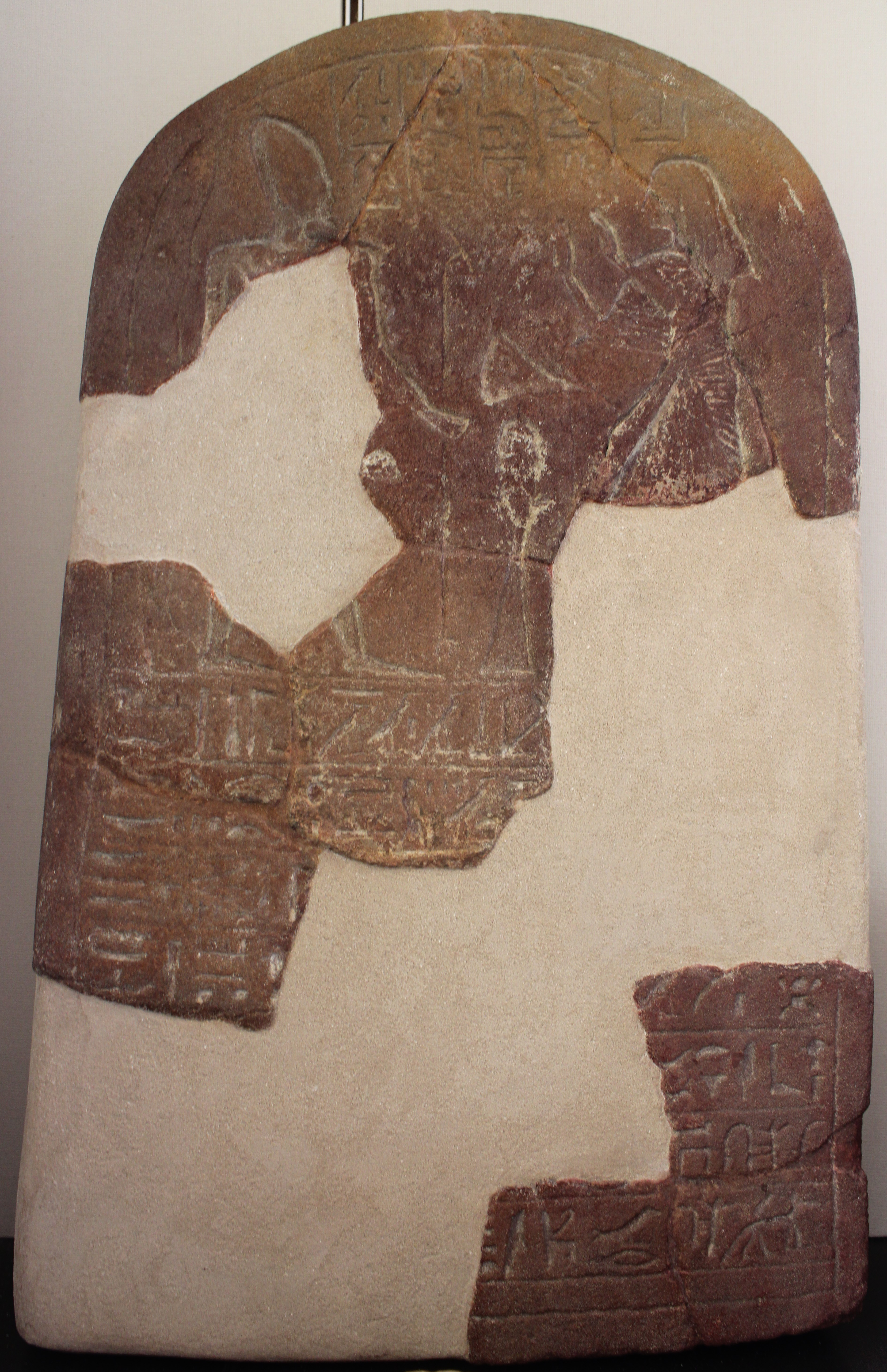
바알스본 비석

가나안 신이 이미지와 언어로 모두 묘사된 유일한 사례는 바알스본을 다룬 순수 이집트 작품이다. 이단 레비는 바알 자폰과 "아시아 세트" 사이에 유사점이 있음을 지적한다. 세트의 속성은 뿔, 한 손에 앙크, 다른 손에 와스 왕홀, 그리고 수염이다. 그는 이집트의 흰 왕관을 닮은 원뿔형 모자를 쓰고 있으며, 연꽃처럼 보이는 술이 달린 긴 끈이 있다. 바알도 여기서는 거의 같은 방식으로 묘사된 것으로 보인다.

## 같이 보기
- 바알
- 바알 하몬

## 내용주 및 각주

### 내용주
1. ↑  이 지역은 보통 현대 시리아-튀르키예 시리아-튀르키예 국경에 위치한 제벨 아크라와 관련되지만,[3] 마리오 리베라니는 윌리엄 F. 올브라이트의 주장에 따라 이 식별에 이의를 제기했다.[4] 올브라이트는 아마르나 문서의 사푸나가 우가리트 근처의 산이 아니라 얍복강 입구에 위치한 사푸마 또는 사부마라는 도시를 지칭한다고 주장했다.[5] 1967년에 로스는[누가?] 이 지역을 "쉐펠라 지역, 게셀 왕국에서 멀지 않은 곳"에 두었다.[출처 필요] 후안-파블로 비타는 사부마를 성경의 자폰과 동일시하는 것을 거부하고, 대신 체보임을 지칭한다고 제안했다.[6]
2. ↑  예를 들어, 국제 표준 성경 백과사전에 따르면.[10]
3. ↑  아이스펠트는 성경에 언급된 바알 자폰이 원래 이스라엘 자손의 구원에 대한 공로를 이 신에게 돌렸음을 실제로 의미한다고 주장했지만,[17] 이는 일반적으로 지명으로 받아들여진다.[13]

### 참고 문헌
- 〈Zaphon〉, 《Dictionary of Deities and Demons in the Bible, 2nd ed.》, Grand Rapids: Wm. B. Eerdmans Publishing, 1999, 927–928쪽.
- 《Eerdmans Dictionary of the Bible》, Grand Rapids: Wm B. Eerdmans Publishing, 2000, ISBN 978-0-8028-2400-4.
- Bromiley, Geoffrey W., 편집. (1996), 《International Standard Bible Encyclopedia》, Grand Rapids: Wm. B Eerdmans Publishing, ISBN 978-0-8028-3781-3.
- Albright, William F. (1943), 〈Two Little Understood Amarna Letters from the Middle Jordan Valley〉, 《Bulletin of the American Schools of Oriental Research, No. 89》.
- Eissfeldt, O. (1932), 《Baal Zaphon, Zeus Kasios, und der Durchzug der Israeliten durchs Meer》, Halle.
- Fox, Robin Lane (2009), 《Travelling Heroes in the Epic Age of Homer》, New York: Knopf.
- Gmirkin, Russell E. (2006), 《Berossus and Genesis, Manetho and Exodus》, T. & T. Clark, ISBN 978-0-567-02592-0.
- Liverani, Mario (1998), 《Le lettere di el-Amarna 1. Le lettere dei "Piccoli Re"》, Brescia. (이탈리아어)
- Niehr, H. (1999), 〈Baal-zaphon〉, 《Dictionary of Deities and Demons in the Bible, 2nd ed.》, Grand Rapids: Wm. B. Eerdmans Publishing, 152–154쪽.
- Vita, Juan-Pablo (2005), 〈Der biblische Ortsname Zaphon und die Amarnabriefe EA 273-274〉 (PDF), 《Ugarit-Forschungen, No. 37》, 673–677쪽. (독일어)